# Helmut Pfirrmann
Helmut Pfirrmann (* 17. Juli 1930 in Mannheim) ist ein ehemaliger deutscher Boxer. Er gewann bei der Europameisterschaft der Amateure 1953 in Warschau eine Bronzemedaille im Halbschwergewicht.

## Werdegang
Helmut Pfirrmann begann als Jugendlicher im Jahre 1947 beim KSV 1884 Weinheim mit dem Boxen. Trainer wurde sein Vater Karl Pfirrmann. Nach ersten Erfolgen im badischen Raum gelang es ihm, 1950 deutscher Meister im Halbschwergewicht zu werden. Er besiegte dabei im Finale den Kölner Schmidt nach Punkten.
1951 wurde Helmut Pfirrmann vom DABV zu den Europameisterschaften nach Mailand entsandt. Er traf dort im Halbschwergewicht im Achtelfinale auf den Italiener Alfonsetti. Diese Begegnung verlor er nach Punkten und musste ausscheiden. Besser lief es für ihn bei der deutschen Meisterschaft 1951. Er stand im Finale dem Stuttgarter Gruber gegenüber, den er sicher auspunktete und damit seinen zweiten deutschen Meistertitel gewann.
Bei der deutschen Meisterschaft 1952 trat Helmut Pfirrmann in hervorragender Form an. Er besiegte im Halbfinale den Hamburger Uwe Jansen sicher nach Punkten und siegte im Finale über den Nürnberger Karl Kistner durch Abbruch in der 2. Runde. Er verletzte sich danach so schwer, dass er längere Zeit ausfiel und dadurch auch nicht an den Olympischen Spielen in Helsinki teilnehmen konnte.
1953 startete er bei der Europameisterschaft in Warschau wieder im Halbschwergewicht. Im Viertelfinale bezwang er dort den Tschechoslowaken Prihoda nach Punkten. Im Halbfinale traf er auf den hohen Favoriten Ulli Nitzschke aus Halle, dem er einen guten Kampf lieferte, aber einstimmig nach Punkten geschlagen wurde. Ulli Nitzschke wurde dann auch Europameister. Er war der erste Boxer aus der DDR, der bei einer internationalen Meisterschaft einen Titel gewann.  Helmut Pfirrmann konnte sich immerhin über eine Bronzemedaille freuen. 
Er reiste nach dieser Europameisterschaft mit einer Europaauswahl in die Vereinigten Staaten. Es kam dort zu zwei Vergleichskämpfen USA gegen Europa. In der ersten Begegnung in Chicago unterlag er dabei Butler nach Punkten und auch in der zweiten Begegnung in St. Louis musste er gegen Cox eine Niederlage hinnehmen. Auf der Rückreise kämpfte die Europaauswahl in Dublin auch noch gegen Irland. In dieser Begegnung wurde Helmut Pfirrmann Punktsieger über den Iren Duggan. 
Nachdem Helmut Pfirrmann bei der deutschen Meisterschaft 1953 wieder verletzt war, besiegte er bei der deutschen Meisterschaft 1954 im Endkampf den Wittener Erich Schöppner nach Punkten und gewann seinen dritten DM-Titel. Erich Schöppner sollte später übrigens noch ein ganz großer Boxer werden. 1955 versuchte Helmut Pfirrmann noch einmal, deutscher Meister zu werden, zumal die Europameisterschaften in diesem Jahr, an denen er gerne teilgenommen hätte, in Berlin ausgetragen wurden. Er traf dabei im Finale wieder auf Erich Schöppner, der dieses Mal den Spieß umdrehen konnte und Helmut Pfirrmann einstimmig nach Punkten schlug. In Berlin startete deswegen Erich Schöppner, der dort durch einen Sieg über Ulli Nitzschke Europameister wurde.
Auch 1956 stand Helmut Pfirrmann bei der deutschen Meisterschaft wieder im Endkampf. Er traf hier auf den Leverkusener Emil Willer, einen jungen unverbrauchten Boxer, der dank seiner überlegenen Physis diesen Endkampf gewann. Helmut Pfirrmann war danach bei der gesamtdeutschen Ausscheidung für die Olympischen Spiele in Melbourne nicht mehr am Start.
In seiner Laufbahn bestritt er folgende Länderkämpfe:
- 16. Februar 1951 in Dublin, Irland gegen BRD, Punktsieger über Martin,
- 27. August 1951 in Wiesbaden, BRD gegen USA, Punktsieger über Bouttillier,
- 14. September 1951 in Wien, Österreich gegen BRD, Punktsieger über Otto Michtits,
- 23. September 1951 in Essen, BRD gegen Irland, Punktsieger über Willie Duggan,
- 26. Oktober 1951 in Teheran, Iran gegen BRD, Punktsieger über Jamali,
- 9. November 1951 in Stockholm, Schweden gegen BRD, Punktsieger über Rolf Storm,
- 27. April 1952 in Dortmund, BRD gegen Iran, Punktsieger über Amiri,
- 19. Oktober 1952 in Helsinki, Finnland gegen BRD, KO-Sieger 1. Runde über Manninen,
- 1. Mai 1953 in Essen, BRD gegen Spanien, Punktsieger über Fajardo,
- 28. August 1953 in Wiesbaden, BRD gegen Italien, Disq.-Sieger 2. Runde über Bagnoli,
- 30. Oktober 1953 in Kassel, BRD gegen Schweden, Punktsieger über Danielsson,
- 29. Oktober 1954 in Dublin, Irland gegen BRD, Punktsieger über Lyons,
- 25. November 1954 in London, England gegen BRD, Punktsieger über Wollard,
- 25. November 1965 in Kopenhagen, Dänemark gegen BRD, Punktsieger über Nielsen,
- 16. Januar 1955 in Helsinki, Finnland gegen BRD, kampflose Niederlage gegen Kekkonen, da erkrankt,
- 18. Januar 1955 in Stockholm, Schweden gegen BRD, Disq.-Niederlage in der 1. Runde gegen Johansson,
- 24. April 1955 in St. Nazaire, Frankreich gegen BRD, Punktniederlage gegen Gilbert Chapron

Helmut Pfirrmann, der den Beruf eines kaufm. Angestellten ausübte, beendete 1957 seine Boxerlaufbahn.